# Башова
Башова́ — село в Україні, у Луцькому районі Волинської області. Входить до складу Копачівської сільської громади. Населення становить 236 осіб (зареєстровано станом на 01.01.2024р.).

## Географія

### Клімат
| Клімат Башови             | Клімат Башови | Клімат Башови | Клімат Башови | Клімат Башови | Клімат Башови | Клімат Башови | Клімат Башови | Клімат Башови | Клімат Башови | Клімат Башови | Клімат Башови | Клімат Башови | Клімат Башови |
| Показник                  | Січ.          | Лют.          | Бер.          | Квіт.         | Трав.         | Черв.         | Лип.          | Серп.         | Вер.          | Жовт.         | Лист.         | Груд.         | Рік           |
| Середній максимум, °C     | −2            | −0,8          | 3,9           | 12,5          | 19,0          | 22,4          | 23,7          | 22,9          | 18,2          | 12,2          | 5,1           | 0,0           | 11            |
| Середня температура, °C   | −4,9          | −3,8          | 0,4           | 7,7           | 13,6          | 17,0          | 18,3          | 17,5          | 13,2          | 8,0           | 2,5           | −2,4          | 7             |
| Середній мінімум, °C      | −7,8          | −6,7          | −3,1          | 3,0           | 8,2           | 11,7          | 13,0          | 12,1          | 8,3           | 3,9           | 0,0           | −4,8          | 3             |
| Норма опадів, мм          | 32            | 30            | 28            | 39            | 61            | 72            | 79            | 63            | 55            | 38            | 39            | 39            | 575           |
| ------------------------- | ------------- | ------------- | ------------- | ------------- | ------------- | ------------- | ------------- | ------------- | ------------- | ------------- | ------------- | ------------- | ------------- |
| Джерело: climate-data.org |               |               |               |               |               |               |               |               |               |               |               |               |               |

## Історія
У 1906 році село Рожиської волості Луцького повіту Волинської губернії. Відстань від повітового міста 20 верст, від волості 10. Дворів 34, мешканців 284.
До 14 серпня 2017 року село підпорядковувалось Копачівській сільській раді Рожищенського району Волинської області.

## Населення
Згідно з переписом УРСР 1989 року чисельність наявного населення села становила 267 осіб, з яких 119 чоловіків та 148 жінок.
За переписом населення України 2001 року в селі мешкало 267 осіб.

### Мова
Розподіл населення за рідною мовою за даними перепису 2001 року:
| Мова       | Відсоток |
| ---------- | -------- |
| українська | 99,63 %  |
| російська  | 0,37 %   |